# Tranemo kommun
Tranemo kommun är en kommun i Västra Götalands län, i före detta Älvsborgs län. Centralort är Tranemo.

## Administrativ historik
Kommunens område motsvarar socknarna: Ambjörnarp, Dalstorp, Hulared, Ljungsarp, Länghem, Mossebo, Månstad, Nittorp, Sjötofta, Södra Åsarp, Tranemo och Ölsremma. I dessa socknar bildades vid kommunreformen 1862 landskommuner med motsvarande namn.
Vid kommunreformen 1952 bildades fyra storkommuner i området: Dalstorp (av kommunerna Dalstorp, Hulared, Ljungsarp, Nittorp och Ölsremma), Limmared (av Södra Åsarp, namnändring 25 januari 1952), Länghem (av Dannike, Länghem och Månstad) samt Tranemo (av Ambjörnarp, Mossebo, Sjötofta och Tranemo). 1953 överfördes sedan en del (Mossebo) från Tranemo landskommun till Dalstorps landskommun.
1967 införlivades Limmareds landskommun och delar ur Länghems landskommun (Länghems och Månstads församlingar)  i Tranemo landskommun. Tranemo kommun bildades vid kommunreformen 1971 genom en ombildning av Tranemo landskommun. 1974 införlivades Dalstorps kommun.
Kommunen ingick från bildandet till 1996 i Sjuhäradsbygdens domsaga och ingår sedan 1996 i Borås domkrets.

## Geografi
Kommunen är belägen i de sydöstra delarna av landskapet Västergötland och gränsar i nordöst till Jönköpings kommun och i sydöst till Gislaveds kommun, båda i Jönköpings län. I väster gränsar kommunen till Svenljunga kommun, i nordväst till Borås kommun och i norr till Ulricehamns kommun, alla i före detta Älvsborgs län. Ån Ätran rinner genom kommunens nordvästra del.

### Topografi och hydrografi
Kommunen domineras av dalgångar kring Jälmån, Sämån (Månstadån) och flera andra åar. I kommunen finns flera exempel på gammal odlings- och ängsmark. Det finns gott om småsjöar och myrmarker runtom i skogarna, se lista över insjöar i Tranemo kommun. Skogen i kommunen är främst gran- och tallskog, kring Torpa stenhus i nordväst finns dock gott om lövskog.

### Administrativ indelning
Fram till 2016 var kommunen för befolkningsrapportering indelad i tre församlingar: Dalstorps församling, Länghems församling och Tranemo församling.

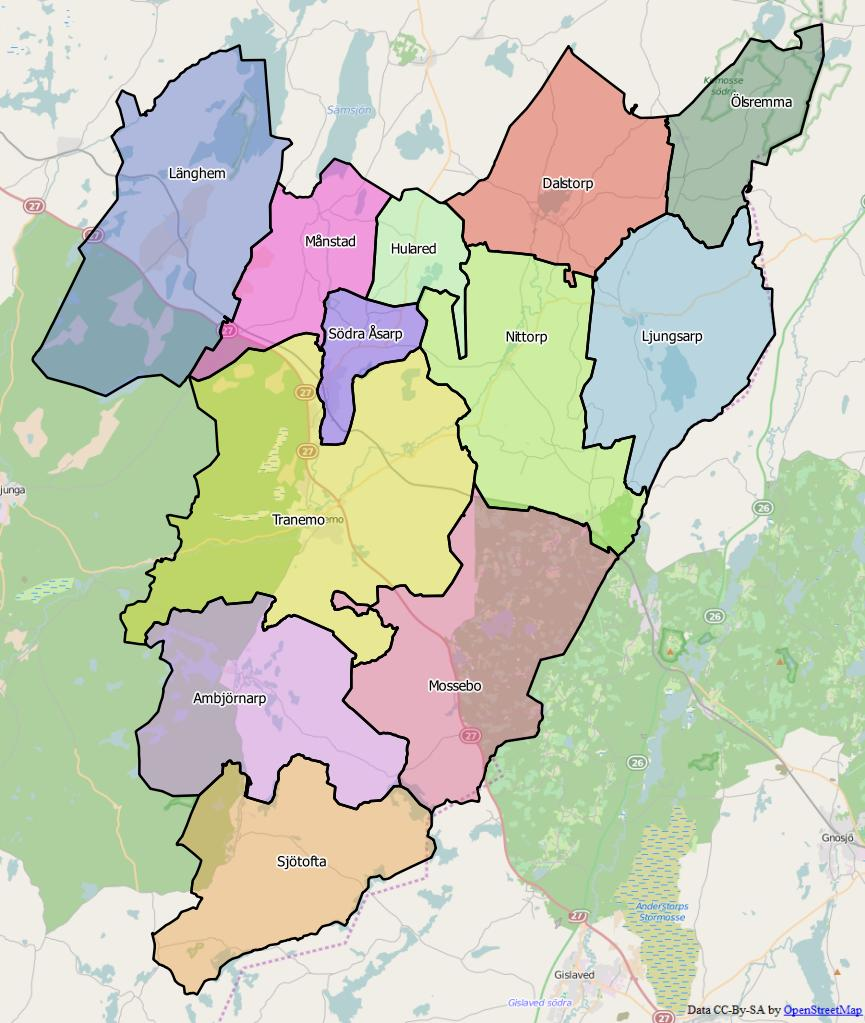
Distrikt (socknar) inom Tranemo kommun

Från 2016 indelas kommunen i följande distrikt, vilka motsvarar socknarna:

- Ambjörnarp
- Dalstorp
- Hulared
- Ljungsarp
- Länghem
- Mossebo
- Månstad
- Nittorp
- Sjötofta
- Södra Åsarp
- Tranemo
- Ölsremma

### Tätorter
Vid Statistiska centralbyråns tätortsavgränsning den 31 december 2023 fanns det tio tätorter i Tranemo kommun. Totalt bodde 8 678 personer i kommunens tätorter, en tätortsgrad av 73,0 %. Totalt utgjorde tätorternas landareal 1 227 hektar av kommunens landyta av 74 118 hektar, eller 1,7 %.
| Nr | Tätort     | Folkmängd (2023) | Landareal hektar (2023) | Invånare per km² (2023) |
| -- | ---------- | ---------------- | ----------------------- | ----------------------- |
| 1  | Tranemo    | 3 455            | 364                     | 950                     |
| 2  | Limmared   | 1 441            | 149                     | 966                     |
| 3  | Länghem    | 1 091            | 146                     | 746                     |
| 4  | Dalstorp   | 719              | 154                     | 467                     |
| 5  | Grimsås    | 680              | 119                     | 573                     |
| 6  | Ambjörnarp | 303              | 95                      | 321                     |
| 7  | Rosenlund  | 302              | 38                      | 796                     |
| 8  | Uddebo     | 269              | 67                      | 402                     |
| 9  | Nittorp    | 216              | 46                      | 466                     |
| 10 | Ljungsarp  | 202              | 49                      | 416                     |

Centralorten är i fet stil.

## Styre och politik

### Styre
Mandatperioden 2010–2014 styrdes kommunen av Alliansen, vilka samlade 19 av 37 mandat i kommunfullmäktige. De fortsatte styra även efter valet 2014. Två år senare blev det dock maktskifte där Kristdemokraterna och Liberalerna bytte sida och gick samman med de rödgröna. Den nya blocköverskridande koalitionen fortsatte styra även efter valet 2018.
Mandatperioden 2022–2026 styrs kommunen av Socialdemokraterna, Centerpartiet och Liberalerna.

### Kommunfullmäktige

#### Presidium
| Presidium 2022-2026    | Presidium 2022-2026 | Presidium 2022-2026 |
| ---------------------- | ------------------- | ------------------- |
| Ordförande             | S                   | Eva-Karin Haglund   |
| Förste vice ordförande | M                   | Stephan Bergman     |
| Andre vice ordförande  | C                   | Jörgen Eriksson     |

#### Mandatfördelning 1970–2022
Efter valet 2018 fanns tre politiska vildar i kommunfullmäktige. Av dessa kom två stycken kommer från Moderaterna men gick  gått över till Kristdemokraterna, men en var avhoppad Sverigedemokrat.
| 17 | 13 | 5 | 6 |

| 37 |

| 17 | 17 | 4 | 7 |

| 37 | 8 |

| 17 | 16 | 4 |  | 7 |

| 37 | 8 |

| 18 | 14 | 4 | 2 | 7 |

| 34 | 11 |

| 19 | 14 | 2 |  | 9 |

| 34 | 11 |

| 18 | 12 | 5 | 2 | 8 |

| 35 | 10 |

| 18 | 2 | 12 | 4 | 2 | 7 |

| 30 | 15 |

| 13 |  |  | 9 | 3 | 3 | 7 |

| 27 | 10 |

| 16 |  | 9 | 3 | 2 | 6 |

| 23 | 14 |

| 15 | 2 | 9 |  | 3 | 7 |

| 24 | 13 |

|  | 15 |  | 10 | 2 | 3 | 5 |

| 19 | 18 |

|  | 14 |  | 11 | 2 | 2 | 6 |

| 18 | 19 |

|  | 13 | 2 | 2 | 8 | 2 | 2 | 7 |

| 21 | 16 |

|  | 13 | 2 | 4 | 9 |  | 2 | 5 |

| 17 | 20 |

| 2 | 13 |  | 5 | 8 |  | 2 | 5 |

| 18 | 19 |

|  | 12 |  | 6 | 8 |  | 2 | 6 |

| 20 | 17 |

### Nämnder

#### Kommunstyrelse
| Presidium 2023-2026    | Presidium 2023-2026 | Presidium 2023-2026 |
| ---------------------- | ------------------- | ------------------- |
| Ordförande             | S                   | Driton Bilalli      |
| Förste vice ordförande | M                   | Niklas Gardewik     |
| Andre vice ordförande  | S                   | Lennart Haglund     |

#### Övriga nämnder
| Nämnd                  | Ordförande       | Ordförande              | Vice ordförande     | Vice ordförande          |
| ---------------------- | ---------------- | ----------------------- | ------------------- | ------------------------ |
| Arbetsmarknadsnämnden  |                  | Svenljunga kommun utser | S                   | Driton Bilalli           |
| IT-nämnden             | S                | Driton Bilalli          |                     | Ulricehamns kommun utser |
| Krisledningsnämnden    | S                | Driton Billali          | M                   | Niklas Gardewik          |
| Miljö- och byggnämnden |                  | Gislaveds kommun utser  |                     | Gislaveds kommun utser   |
| Personalnämnden        |                  | Svenljunga kommun utser | S                   | Driton Bilalli           |
| Valnämnden             | Fredrik Björkman | S                       | Sven-Olof Andersson |                          |
| Överförmyndarnämnden   | S                | Driton Bilalli          | M                   | Niklas Gardewik          |

## Ekonomi och infrastruktur

### Näringsliv
Kommunen domineras av tillverkningsindustri, och i kommunen finns fabriker som bland annat producerar badrumsinredningar, glas, kabel, bildelar, färg och träprodukter. Tranemo hade 2007 landets lägsta arbetslöshet .

### Infrastruktur

#### Transporter
Från nordväst mot sydost genomkorsas kommunen av riksväg 27 varifrån länsväg 157 tar av åt norr i Limmared. Länsväg 156 sträcker sig från väster mot nordöst. Från nordväst till sydöst sträcker sig även järnvägen Kust till kust-banan mellan Borås och Växjö som trafikeras av SJ:s fjärrtåg med stopp i Limmared. De numer nedlagda Falkenbergs järnväg och Västra Centralbanan passerade även de genom kommunen.

## Befolkning

### Demografi

#### Befolkningsutveckling
Kommunen har 11 837 invånare (31 mars 2025), vilket placerar den på 190:e plats avseende folkmängd bland Sveriges kommuner.
| Befolkningsutvecklingen i Tranemo kommun 1970–2020 | Befolkningsutvecklingen i Tranemo kommun 1970–2020 | Befolkningsutvecklingen i Tranemo kommun 1970–2020 | Befolkningsutvecklingen i Tranemo kommun 1970–2020 | Befolkningsutvecklingen i Tranemo kommun 1970–2020 |
| -------------------------------------------------- | -------------------------------------------------- | -------------------------------------------------- | -------------------------------------------------- | -------------------------------------------------- |
|                                                    |                                                    |                                                    |                                                    |                                                    |
| År                                                 |                                                    |                                                    | Folkmängd                                          |                                                    |
| 1970                                               | 1970                                               |                                                    | 11 587                                             |                                                    |
| 1975                                               | 1975                                               |                                                    | 11 786                                             |                                                    |
| 1980                                               | 1980                                               |                                                    | 12 413                                             |                                                    |
| 1985                                               | 1985                                               |                                                    | 12 233                                             |                                                    |
| 1990                                               | 1990                                               |                                                    | 12 462                                             |                                                    |
| 1995                                               | 1995                                               |                                                    | 12 354                                             |                                                    |
| 2000                                               | 2000                                               |                                                    | 12 037                                             |                                                    |
| 2005                                               | 2005                                               |                                                    | 11 804                                             |                                                    |
| 2010                                               | 2010                                               |                                                    | 11 587                                             |                                                    |
| 2015                                               | 2015                                               |                                                    | 11 619                                             |                                                    |
| 2020                                               | 2020                                               |                                                    | 11 885                                             |                                                    |

## Kultur

### Kommunvapen
Blasonering: I grönt fält en stående trana av silver med röd hjässa samt med lyftad vinge, hållande i höger fot en nedåtriktad glasblåsarpipa av silver med anfångad röd glasmassa.
Kommunvapnet antogs av sammanläggningsdelegerade för Tranemo kommun, alltså det organ som verkade inom kommunblocket innan kommunen var färdigbildad. Detta skedde 1973, under brytningstiden mellan en äldre och en nyare lagstiftning, varför vapnet blev det sista som fick en kunglig fastställelse, för att redan året efter registreras i PRV. Tranan och det gröna syftar på ortnamnet. Glasblåsarpipan symboliserar glasindustrin i området och för att bättre skilja vapnet från till exempel Tranås kommun, som också har en trana.